# Karlsruhe
Karlsruhe ou, na sua forma aportuguesada, Carlsrue, é uma cidade independente (kreisfreie Stadt)  alemã, capital do distrito homónimo e da região administrativa de Karlsruhe, estado de Baden-Württemberg.
A cidade destaca-se pelo seu formato em "leque". A Universidade de Karlsruhe foi a primeira universidade tecnológica da Alemanha. Cerca de 38 940 estrangeiros vivem na cidade (2004).

## História
- 17 de junho de 1715 — Fundação
- 1806 — Karlsruhe é transformada na residência do grão-duque de Baden no marco para a Confederação do Reno
- 1860 — Karlsruhe é transformada na sede do I Congresso Internacional de Química, financiado pelo grão-duque Ferdinand, que dura três dias. Participam cerca de 120 químicos de vários países
- 1918 — com a Revolução Espartaquista (November-Revolution) a cidade se torna a capital do reino de Baden
- 1945 — ao final da Segunda Guerra Mundial Karlsruhe perde a condição de cidade livre
- 1950 — instala-se em Karlsruhe o Tribunal de Justiça Federal da Alemanha (Bundesgerichtshof)
- 1951 — instala-se em Karlsruhe o Tribunal Constitucional Federal da Alemanha (Bundesverfassungsgericht)
- 1952 — a cidade é incorporada ao novo estado de Baden-Württemberg
- 1977 — o fiscal federal geral Siegfried Buback é executado pela Fração do Exército Vermelho (RAF)

## Clima
A temperatura média anual de Karlsruhe é de 10,7° C, tornando-a uma das cidades mais quentes da Alemanha, e pode chegar a 35 °C no verão. O inverno em Karlsruhe não é muito intenso, a temperatura raramente chega a 0 °C. Ao longo dos anos, a média de dias com neve em Karlsruhe é de 17 dias/ano.

## Economia
Esta cidade, como outras de Baden-Württemberg, desfruta de um dos mais altos níveis de riqueza da União Europeia (UE).

### Internet
Em 1984 o primeiro E-mail foi recebido no atual Karlsruher Institut für Technologie.

## Cidades irmãs
Brusque, Brasil

## Lugares de interesse
- Castelo de Karlsruhe
- Castelo de Gottesaue
- Castelo Turmberg
- Pirâmide de Karlsruhe
- Igreja da cidade
- Palácio Príncipe Max von Baden

Museus

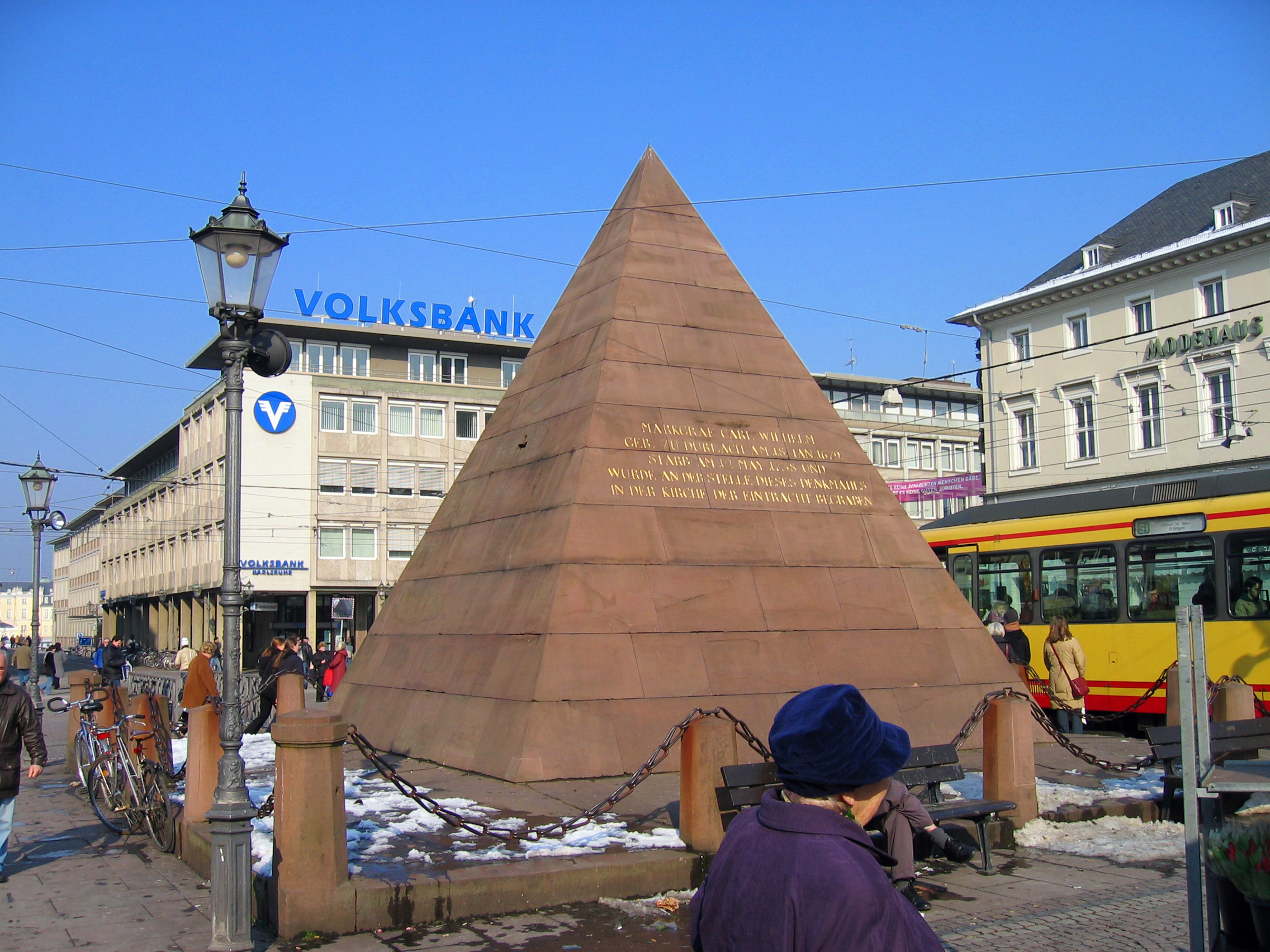
Pirâmide de Karlsruhe

- Zentrum für Kunst und Medientechnologie (ZKM)
- Staatliche Kunsthalle Karlsruhe
- Badisches Landesmuseum im Schloss Karlsruhe

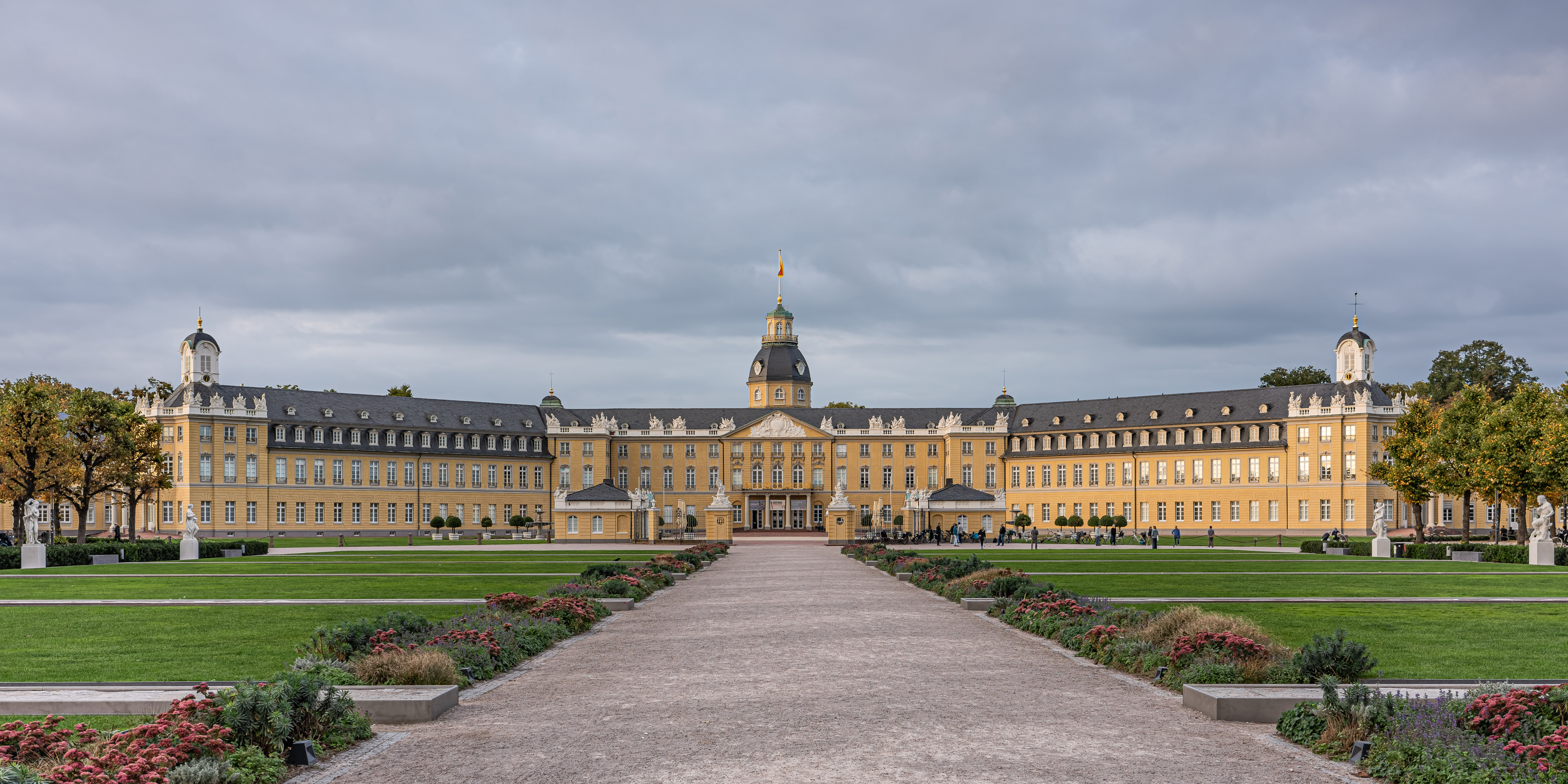
Castelo de Karlsruhe

- Staatliches Museum für Naturkunde
- Majolika-Manufaktur

## Educação
A cidade conta com três centros de educação superior: Instituto de Tecnologia de Karlsruhe, HS Karlsruhe e PH Karlsruhe.

## Geografia

### Bairros
1. Innenstadt-Ost
2. Innenstadt-West
3. Südstadt
4. Südweststadt
5. Weststadt
6. Nordweststadt
7. Oststadt
8. Mühlburg
9. Daxlanden
10. Knielingen
11. Grünwinkel
12. Oberreut
13. Beiertheim-Bulach
14. Weiherfeld-Dammerstock
15. Rüppurr
16. Waldstadt
17. Rintheim
18. Hagsfeld
19. Durlach
20. Grötzingen
21. Stupferich
22. Hohenwettersbach
23. Wolfartsweier
24. Grünwettersbach
25. Palmbach
26. Neureut
27. Nordstadt

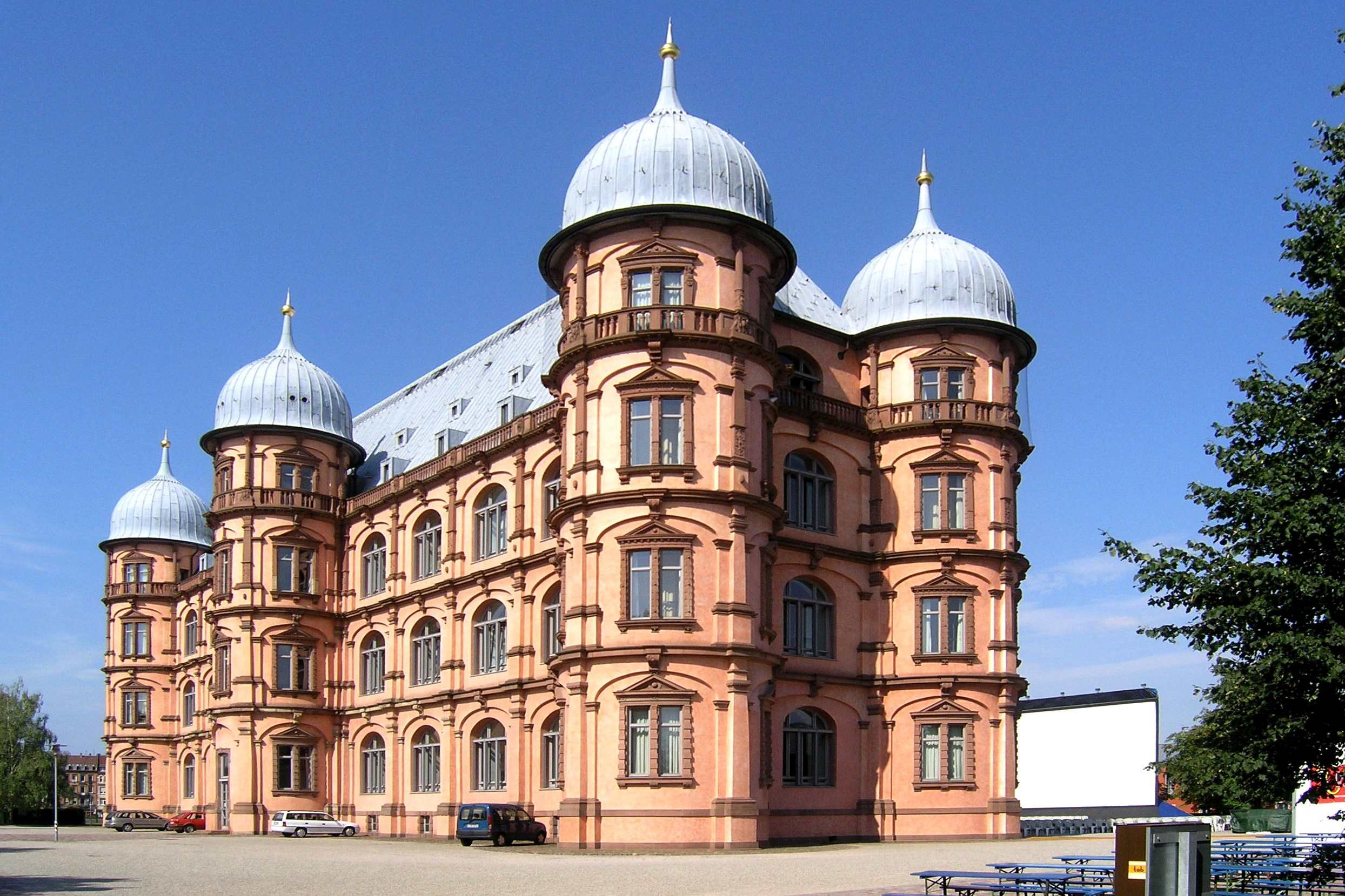
Castelo de Gottesaue

As localidades vizinhas são Gaggenau, Stuttgart, Rastatt e Heidelberg.

## Personalidades
- Karl Benz, inventor do automóvel
- Heinrich Lübke, Presidente da República Federativa da Alemanha
- Karl Drais, inventor da draisiana, antecessora da bicicleta moderna
- Carlos Frederico de Baden
- Friedrich Weinbrenner
- Oliver Kahn, Ex-goleiro da Seleção Alemã de Futebol
- Renate Lingor, Futebolista da Seleção Alemã de Futebol Feminino
- Oliver Bierhoff
- Mehmet Scholl
- Andi Deris, Vocalista do Helloween
- Friedrich Ratzel (1844 – 1904) Geógrafo, criador da Geografia Política, seus textos serviram de base para elaboração da Geopolítica
- Muhammed Suiçmez, vocalista e guitarrista do Necrophagist
- Richard Martin Willstätter (1872-1942), prémio Nobel da Química de 1915
- Sina Deinert, dançarina no grupo pop global Now United